# Eugene J. Martin
Eugene James Martin (Washington, DC, 24 de julho de 1938 — Lafayette, Luisiana, 1 de janeiro de 2005) foi um criativo pintor afro-americano.

## Arte
A arte de Eugene J. Martin é bem conhecida pela sua complexa mistura de colagens em papel, seu geralmente suave humor desenhados em grafite, caneta e tinta, e suas pinturas em papel e em tela, os quais podem incorporar alusões invulgares a animais, máquinas e imagens estruturais entre outras áreas de abstracção "pura", construída ou lírica.

## Vida
Eugene James Martin não pertencia a nenhuma escola ou movimento artístico, permanecendo como um individualista por toda sua vida. Depois de frequentar a Corcoran School of Art, entre 1960 e 1963, tornou-se um profissional pintor de Belas Artes, considerando a integridade artística como seu único guia. Viveu por um curto período em Chapel Hill, na Carolina do Norte, de 1990 a 1994, voltou para Washington DC, e em 1996, mudou-se para Lafayette, Luisiana com sua esposa, uma bióloga, com quem se casara em 1988.

## Colecções
O trabalho de Eugene Martin pode ser encontrado em numerosas colecções de arte privadas por todo o mundo, e está incluída nas colecções permanentes do Ogden Museum of Southern Art, em Nova Orleans; Alexandria Museum of Art, na Luisiana; Stowitts Museum & Library, em Pacific Grove, na Califórnia; Museu de Arte Moderna de Munique; Arthur Schomburg Center for Research in Black Culture, Nova Iorque; Mobile Museum of Art, Alabama; Walter O. Evans Collection of African American Art, em Savannah, Georgia; Paul R. Jones Collection of African American Art, na University of Delaware; e Walter Anderson Museum, Ocean Springs, Mississippi.